# Costiță, Argeș
Costiță este un sat în comuna Schitu Golești din județul Argeș, Muntenia, România.